# Wendy Hall

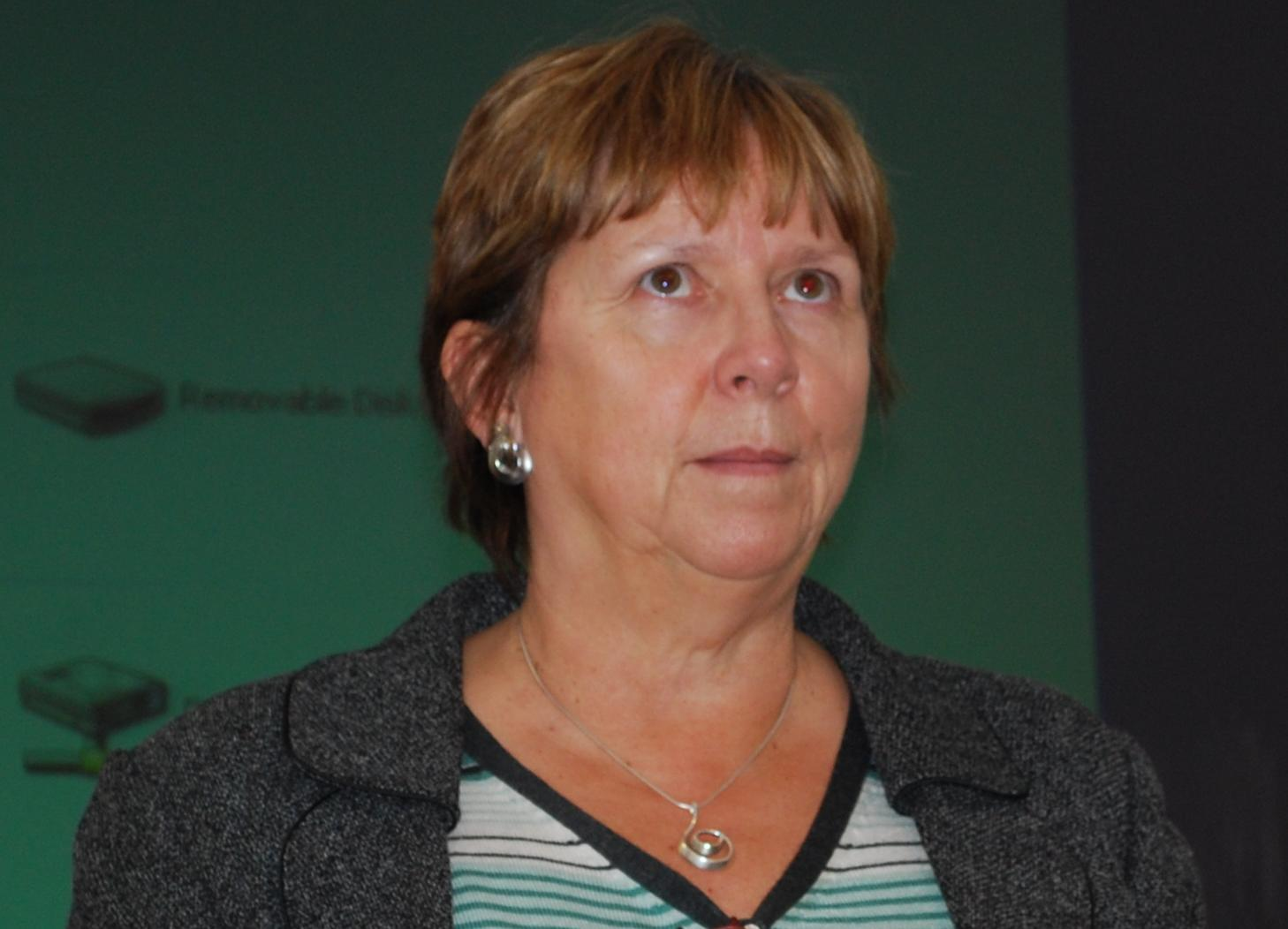
Wendy Hall (2009)

Dame Wendy Hall (* 1952 in London) ist eine britische Informatikerin. Sie ist Regius Professor of Computer Science an der University of Southampton und für die Periode 2008–2010 Präsidentin der Association for Computing Machinery (ACM).

## Karriere
Hall wurde im West-London geboren. Sie studierte Mathematik an der University of Southampton. 1984 kehrte sie an diese Universität zurück und wurde Mitglied einer Gruppe von Informatikern. Ihr Forschungsthema waren Multimedia und Hypermedia. Daraus entstand – vor der Entwicklung des World Wide Webs (WWW) – das Hypermedia-System Microcosm, welches sich durch eine innovative Art der Verlinkung von Dokumenten als „Meta-Daten“ auszeichnete. 1994 wurde sie zur ersten Professorin in den Ingenieurwissenschaften an der Universität berufen. Von 2002 bis 2007 leitete sie die School of Electronics and Computer Science.
2008 wurde sie zur Präsidentin der Association for Computing Machinery (ACM) für die Dauer 2008–2010 gewählt. Sie ist damit die erste Frau an der Spitze der ACM sowie die erste nicht-US-amerikanische Person.
Wendy Hall ist neben Tim Berners-Lee Direktorin der Webwissenschaft-Initiative Web Science Research Initiative (WSRI), dem heutigen Web Science Trust.

## Auszeichnungen
- Commander of the Order of the British Empire (CBE), 2000
- Fellow of the Royal Academy of Engineering (FREng), 2000
- Dame Commander of the Order of the British Empire (DBE), 2009
- Fellow of the Royal Society (FRS), 2009
- Mitglied der Academia Europaea, 2009[4]
- Fellow of the British Computer Society (FBCS)
- Fellow of the Institution of Engineering and Technology
- Fellow of the City and Guilds (FCGI).
- Ehrendoktorwürde von Oxford Brookes University, University of Glamorgan, Cardiff University und University of Pretoria.